# Якобсон, Аугуст Михкелевич
Аугуст Михкелевич Я́кобсон (1904 — 1963) — эстонский советский писатель, государственный и партийный деятель. Заслуженный писатель Эстонской ССР (1945). Народный писатель Эстонской ССР (1947).

## Биография
Родился 20 августа (2 сентября) 1904 года в посёлке Ряэма (ныне — Пярнумаа, Эстония) в семье фабричного рабочего. Он учился в гимназии, средства на учение зарабатывал на торфоразработках, в порту, на лесных складах. В последнем классе гимназии, в 1925 году, начал писать свой первый роман «Пригород бедных грешников»: это книга о городской бедноте, насыщенная автобиографическим материалом. Роман был напечатан в 1927 году. По окончании гимназии будущий писатель поступил в Тартуский университет: изучал политэкономию, затем медицину.

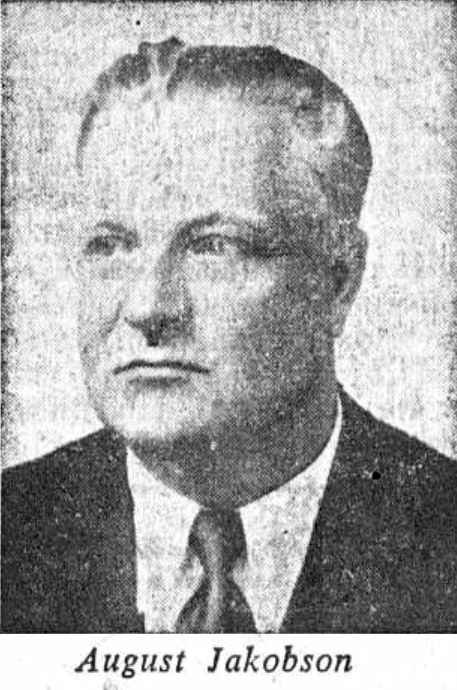
А. Якобсон, 1941

В первый период творчества, до присоединения Эстонии с СССР, Якобсон написал несколько романов, много повестей и рассказов из жизни эстонских рабочих, интеллигенции и буржуазии, остро критикуя буржуазный строй. Однако произведения этого периода полны безысходности  и для них характерны элементы натурализма.
Установление Советской власти в Эстонии чрезвычайно благоприятно отразилось на творчестве писателя. Он деятельно участвует в строительстве молодой союзной республики. Овладев методом социалистического реализма, он талантливо изображает сложные процессы, происходящие в стране. Его творчество проникнуто пафосом утверждения социалистического мира. Пьеса «Жизнь в цитадели» (1946) показывает идейный рост эстонской интеллигенции, пьеса «Борьба без линии фронта» (1947) изображает борьбу эстонского пролетариата в 20-х годах XX века. Преодолению буржуазных пережитков в сознании людей посвящена пьеса «Ржавчина» (1947). Классовую борьбу в эстонской деревне, вступившей на путь коллективизации, автор изображает в пьесе «Наша жизнь» (1948). В том же году написана пьеса «Два лагеря» о столкновении двух мировоззрений, коммунистического и буржуазного, профашистского, в среде эстонской интеллигенции. Пьеса «Строитель» (1949) рассказывает о послевоенном восстановлении хозяйства.
Член ВКП(б) с 1942 года.
- 1939 — председатель Союза писателей Эстонии
- 1940 — после образования ЭССР работает в редакции газеты «Коммунист» и одновременно главный редактор издательства «Художественная литература и искусство» Эстонской ССР.
- 1946—1951 — член Бюро ЦК КП(б) Эстонии
- 7.7.1950 — 4.2.1958 — председатель Президиума ВС ЭССР
- 1950—1954 — председатель Правления СП Эстонской ССР.
- С 1941 — депутат Верховного Совета СССР.

Умер 23 мая 1963 года в Таллине.

## Творчество

### Пьесы
- 1938 — «Призраки» (первая пьеса; 1939, Театр «Ванемуйне»)
- «Жизнь в цитадели» (1946, Театры «Ванемуйне» и «Эстония»)
- «Борьба без линии фронта» (Пярнуский драматический театр имени Л. Койдула, Таллинский драматический театр)
- «Ржавчина» (1947)
- «Два лагеря» (1948)
- «Наша жизнь» (1948)
- «Строитель» (1949)
- «На грани ночи и дня»
- «Шакалы» (1951)
- «Ангел-хранитель из Небраски» (1953)
- «Умирание» (1954, Театр им. Кингисеппа — под назв. «Утраченный …»)
- Пьеса «Старый дуб» (1955)
- 1957—1958 — драматическая хроника «Штормовые узлы» из 5 пьес.
- Роман «Пригород бедных грешников» (1927)
- Романы «Вечные эстонцы» (1937—1940)
- Сборник рассказов «Сын партизана» (1943)

### Сценарии
- 1950 — Олень и волк (мультфильм)

## Экранизации
- 1947 — Жизнь в цитадели
- 1953 — Серебристая пыль по пьесе «Шакалы»

## Награды и премии
- Сталинская премия второй степени (1947) — за пьесу «Жизнь в цитадели» (1946)
- Сталинская премия первой степени (1948) — за пьесу «Борьба без линии фронта» (1947)[3]
- два ордена Ленина (...; 1.9.1954)
- орден Трудового Красного Знамени (30.12.1956)
- ещё один орден
- народный писатель Эстонской ССР (1947)
- заслуженный писатель Эстонской ССР (1945)